# Grandi uffici del Regno di Sicilia
Nel Regno di Sicilia, esistito tra il 1130 e il 1816, i Grandi Ufficiali erano funzionari della Corona che ereditavano una carica o erano nominati per svolgere alcune funzioni principalmente cerimoniali o per agire come membri del governo. In particolare fu Ruggero II una volta divenuto Re di Sicilia e ricondotto all'obbedienza i territori ribelli del Continente, ebbe la preoccupazione di organizzare politicamente il Regno. Per questo motivo nel 1140 Re Ruggero convocò a Palermo un Parlamento dove vennero istituiti i sette più importanti uffici del Regno di Sicilia, ai quali si dava il titolo di arconti.
Il sistema presenta notevoli somiglianze con quello inglese, essendo entrambi derivati da sovrani di stirpe normanna, in cui quattro ebbero una corrispondenza certa con gli alti enti ministeriali della Corte Franca, ove si aveva, come si sa, un senescalk, un marchäl, un kämmerer, un kanzlèr.
Con la prammatica del 6 novembre 1569 sulle riforme dei Tribunali tre Grandi uffici del Regno vengono resi prerogativa della magistratura: il Gran Giustiziere, le di cui funzioni erano già state assorbite dal Presidente del Tribunale della gran Corte Civile con la qualifica di Luogotenente; il Gran Camerario, sostituito con il Presidente del Real Tribunale del Patrimonio e il Gran Cancelliere, sostituito con il Presidente del Tribunale del Concistoro della Sacra Regia coscienza e delle cause delegate.

## Gran Connestabile
"A cui si concedettero due importanti prerogative, l'una di custodire la spada del Re, l'altra di comandar gli eserciti in campagna." Il connestabile (anche conestabile o contestabile) era il comandante dell'esercito, incaricato di giudicare le cause di pertinenza militare, questi era il più alto ufficiale del regno.
- Roberto II di Bassavilla, I conte di Loritello[6] (1130)
- Roberto Scaglione d'Altavilla (1140)
- Simone del Vasto, II conte di Policastro e di Butera (1143)
- Guglielmo Martorana
- Riccardo di Mandra, conte di Molise[7] (1161-1167)
- Ruggiero di Tiro[8]
- Bernardo Gentile, conte di Lesina[9] (1170)
- Berardo di Buccheri[10]
- Rainaldo di Modica de Mohac, conte di Ariano (1176)
- Gualtiero di Modica de Mohac, signore di Modica (1177)
- Apollonio Rocca
- Arrigo Catalano
- Paolo Cicala, conte di Collesano e di Alife (1205)
- Manfredi di Hohenstaufen, principe di Taranto
- Giordano Sanseverino, conte di Anglone (1267)
- Renato di Boves (1268)
- Guglielmo Raimondo Moncada e Pinós, signore di Agosta (1294)
- Biagio d'Alagona e d'Aragona, I barone di Salemi (1296-1301)
- Manfredi II Chiaromonte Conte di Modica (1351)
- Rolando d'Aragona Signore di Buccheri, Governatore di Siracusa (135)
- Giovannuccio Montalto Barone di Buccheri nel (135)
- Guglielmo Raimondo Moncada e Peralta, marchese di Malta e Gozo, III conte di Agosta[11] (1378)
- Giacomo di Prades Conte di Caccamo e di Sclafani (1390)
- Gualdo Millares Barone del Palazzo Adriano (1392)
- Giacomo di Prades Conte di Caccamo e di Sclafani (1393) (2ª volta)
- Giovanni Omodei (139)
- Antonio Cardona Conte di Caltabellotta (1436)
- Antonio de Luna Peralta, conte di Caltabellotta (1458)
- Carlo d'Aragona Tagliavia Principe di Castelvetrano (15)
- Pietro II Cardona Conte di Golesano (1503)
- Carlo d'Aragona Tagliavia, principe di Castelvetrano (1566-)[12]
- Giovanni d'Aragona Tagliavia Duca di Terranova e Principe di Castelvetrano (1570)
- Carlo II di Aragona e Tagliavia Duca di Terranova (1571)
- Giovanni II di Aragona e Tagliavia Duca di Terranova (1606)
- Diego d'Aragona e Tagliavia Principe di Castelvetrano (1624)
- Ettore Pignatelli Duca di Monteleone come marito di Giovanna d'Aragona Tagliavia erede Principessa di Castelvetrano nel (165)
- Andrea Fabrizio Pignatelli di Aragona Duca di Monteleone (167)
- Nicolò Pignatelli di Aragona Duca di Monteleone, come marito di Giovanna Pignatelli erede nel (1719)
- Diego Pignatelli di Aragona Duca di Monteleone (1724)
- Fabrizio Pignatelli di Aragona Duca di Monteleone, rinunziò questa dignità di semplice onore al Sovrano di Sicilia nel (1751)

## Grande Ammiraglio
"Il quale comandava in pace, ed in guerra sopra al mare, avea la cura di custodire i porti sicuri e le marine." L'ammiraglio (anche amicante e inizialmente amiratus amiratorum) era il comandante della Marina del Regno di Sicilia. Per un breve periodo il titolo di Grande Ammiraglio fu connesso con quello comitale di Malta.
- Cristodulo (?)

- Bethumeno Saracino nel 1050.
- Cristofaro o Cristodaro Rozio d'Antiochia nel 1112.
- Giorgio Rozio d'Antiochia nel 1113.
- Nicolò Rozio d'Antiochia nel 1153.
- Giovanni Entiarca nel 1154.

- Giorgio d'Antiochia (1140-1151)
- Filippo di Mahdia
- Maione di Bari (1154/6-1160)
- Calerno nel 1157.
- Eugenio Rozio d'Antiochia nel (116...)
- Giovannini Grifeo nel 1170.
- Riccardo Conte di Fondi nel 1177.
- Gualtiero di Modica de Mohac
- Margarito di Brindisi, conte di Malta (1160-) o 1187
- Guglielmo Grasso, conte di Malta[13] (1194-1201)
- Guglielmo de Malconvenant, conte di Butera
- Filippo Guglielmo Grosso detto il Porco[14] (-1221)
- Enrico de Castro, conte di Malta[15]
- Ansaldo de Man nel 1239.
- Nicolino Spinola (1239-1240)
- Enzo Re di Sardegna, figlio naturale di Federico II, Imperatore e Re di Sicilia nel 1242.
- Andreotto de Man Genovese nel 1247.
- Arrigo Pistor Conte di Marino e di Malta 1249.
- Filippo Cinardo nel 1258.
- Guglielmo Belmont Francese nel 1265.
- Guglielmo Stendard Francese nel 1269.
- Filippo de Tucciaco nel 1270.
- Guglielmo Cornuto nel 1282.
- Giacomo Perez d'Aragona, figlio di Pietro I (1282-1283)
- Ruggero di Lauria, conte di malta (1283-1297)
- Corrado Doria (1297-1323)
- Raffaele Doria, signore di Castronovo Catanzaro (1132-1377)
- Ottobuono Doria (1342-1354)
- Corrado II Doria (1355-1361)
- Antonio Doria figlio (1361-1363)
- Manfredi III Chiaramonte, conte di Modica (1364-1391)
- Andrea Chiaramonte (1391-1392)
- Bernardo Caprera.
- Andrea Chiaromonte Conte di Modica.
- Bernardo Caprera Conte di Modica nel 1392.
- Giaimo Prades Cavaliere del Reale Ordine della Correa nel 1393.
- Bernardo Caprera Conte di Modica nel 1395
- Nicola Peralta, Conte di Caltabellotta e Marchese di Mazzara.
- Sancio Ruiz de Lihori, Conte di Caltanissetta,Visconte di Gagliano nel 1406.
- Giovanni d'Aragona, allora duca di Peñafiel, Infante di Castiglia.
- Berengario Cruillas nel 1408.
- Sancio Ruiz de Lihori e Fernández de Heredia, conte di Caltanissetta? visconte di Gagliano[16][17][18] (1409-1416)
- Artale Luna Conte di Caltabellotta nel 1413.
- Giovanni La Grua nel 1420.
- Giovanni Ventimiglia Marchese di Geraci nel 1423.
- Domenico Giustiniani.
- Raimondo Peralta Conte di Caltabellotta.
- Giacomo Prades juniore nel 1447.
- Antonio Ventimiglia Marchese di Gerace nel 1462.
- Pietro Cardona Conte di Gollesano nel 1478.
- Antonio Ventimiglia, Marchese di Geraci, Cavaliere del Toson d'Oro, Grande di Spagna e Stratigo di Messina nel 1480.
- Arrigo Ventimiglia Marchese di Geraci nel 1481.
- Gaspare de Spes Conte di Sclafani, Viceré di Sicilia nel 1485.
- Arrigo nel 1495.
- Raimondo Sortino nel 149.
- Giovanni La Nuca Viceré di Sicilia nel 1506.
- Giovanni Lanza.
- Antonio Cardona Marchese di Padula Presidente del Regno di Napoli.
- Pietro Cardona Conte di Gollesano.
- Artale Cardona Conte di Gollesano e Marchese di Padula nel 1535.
- Giovanni Tagliavia d'Aragona Marchese di Terranova, Barone di Castelvetrano.
- Simone Ventimiglia Conte di Geraci.
- Carlo d'Aragona Tagliavia, duca o principe di Castelvetrano, Marchese di Terranova nel 1545.
- Carlo II d'Aragona Tagliavia Duca di Castelvetrano nel 1571.
- Cesare Lanza Barone di Trabia nel 158...
- Carlo III d'Aragona Tagliavia Principe di Castelvetrano nel 1599.
- Giovanni d'Aragona Tagliavia, Principe di Castelvetrano nel 1606.
- Diego d'Aragona Tagliavia, Principe di Castelvetrano, Principe del S.R.I., Cavallerizzo Maggiore di Marianna d'Austria Regina di Spagna e di Sicilia, nel 1624.
- Ettore Pignatelli Duca di Monteleone come marito di Giovanna Tagliavia di Aragona Principessa di Castelvetrano nel 165...
- Andrea Fabrizio Pignatelli d'Aragona, Principe di Castelvetrano nel 167...
- Nicolò Pignatelli Principe di Castelvetrano Cavalier eel Toson d'Oro, Viceré di Sicilia, nel 1719.
- Diego Pignatelli Principe di Castelvetrano Cavaliere del Toson d'Oro, nel 1724.

## Gran Cancelliere
"Aveva l'obbligo di ricevere tutti i memoriali; sovraintendeva alla giustizia e giudicava delle differenze che circa gli altri uffici ed ufficiali nasceano." Il cancelliere ebbe il compito di custodire e apporre il Sigillo del Regno di Sicilia, ad esso era affidata la suprema direzione governativa. Le di lui funzioni potrebbero in un certo qual modo essere paragonate a quelle del Presidente del Consiglio e del Ministro degli affari esteri. Però bisogna fin da ora tener presente che le influenze personali, anche sotto i successori di Ruggero II, fecero spesso pervenire la suprema autorità nelle mani ora del Grande Ammiraglio, ora del Gran Giustistiziere, o di altri alti ufficiali della Curia Regia.
- Roberto de Urbe, Cappellano maggiore di Ruggiero I, Gran Conte di Siciliane 1093
- Riccardo, eletto Vescovo di Siracusa nel 109..

- Guarino d'Aceto o Consolino (1132-1137)
- Gozzelino (1137)
- Roberto di Selby (1137-1152)
- Maione di Bari (1152-1154)
- Aschettino, arcidiacono di Catania (1154-1156)
- Aristipo, arcidiacono di Catania (1160-1162)
- Riccardo Palmer, vescovo di Siracusa
- Stefano di Perche, arcivescovo di Palermo (-1168)
- Gualtiero, arcivescovo di Palermo
- Matteo d'Aiello (1190-1193)
- Gualtiero di Palearia, vescovo di Troia (marzo 1195-1221)
- Giovanni, abate di Casamari (1222-1224)
- Pier delle Vigne  (1240)
- Gualterio di Ocra, arcivescovo di Capua (1252-1263)
- Giovanni d'Acy, decano di Meaux (1266-1268)
- Goffredo de Beaumont[19] (1260-1272)
- Simone di Parigi, decano di San Quintino (1272-1273)
- Giovanni da Procida, medico (1283-1298)
- Corrado Lancia, signore di Caltanissetta (1296-1299)
- Vinciguerra de Palizzi, conte di Cammarata  (1299-1304)
- Federico de Incisa (1307-1323)
- Peregrino Patti Barone di Scaletta nel 1325
- Pietro de Antiochia (1325-1335)
- Federico de Antiochia, conte di Capizzi (1337-1338)
- Damiano II de Palizzi (1338-1340)
- Raimondo Peralta, I conte di Caltabellotta (1340-1347)
- Guglielmo Peralta e Sclafani, II conte di Caltabellotta (1348-53?)
- Matteo Palizzi (1349-1352)
- Bonifacio di Federico d'Aragona (1353-1355)
- Enrico Rosso, II conte di Aidone[20] (1355-1363-4)
- Vinciguerra d'Aragona e Auria, signore di Cammarata (1364-5-1367-8)
- Perrone Gioeni Barone di Castiglione nel 1367.
- Enrico Rosso, II conte di Aidone[20] (1371)
- Marziale (1372)
- Giacomo d'Alagona, conte di Mistretta(1376-384?)
- Enrico III Rosso,  III conte di Aidone (1388-1389)
- Guglielmo Peralta, conte di Sclafani (1392-1393)
- Pietro Fonolleto, visconte di Isola e Caneto (1393-1395)
- Bartolomeo Gioeni e Alagona, barone della Novara (1396-1414)
- Ubertino de Marinis
- Giovan Battista Platamone nel 1416.
- Ferdinando Velasquez, viceré di Sicilia (1419)
- Mariano della Torre nel 1421.

- Girolamo Rosso Conte di Sclafani nel 1431.
- Giovanni Matteo Moncada ed Alagona Conte di Adernò e di Caltanissetta nel 1436.
- Antonio Cardona Conte di Caltabellotta.
- Giovanni Moncada Conte di Caltanissetta e di Adernò.
- Guglielmo Raimondo Moncada, Conte di Caltanissetta, nel 1441.
- Federico Ventimiglia, Barone di Regiovanni, nel 1443.
- Guglielmo Raimondo Moncada, Conte di Caltanissetta, nel 1445.
- Antonio Cardona, Conte di Golesano, nel 1451.
- Giovanni Moncada, Conte di Adernò, nel 1452.
- Antonio Ventimiglia, Barone di Sinagra, nel 1458.
- Filippo d'Aragona, Arcivescovo di Palermo, nel 1474.
- Antonio Cardona, Conte di Golesano, nel 1479.
- Filippo d'Aragona, Arcivescovo di Palermo.
- Bernardo Veguesan nel 1483.
- Luigi Requesens Barone di Pantelleria nel 1496.
- Giacomo Alliata, Barone di Castellammare del Golfo, nel 1514.
- Mercurio Mariano Gattinara, Signore di Pietra d'Amico, nel 1524.
- Giuseppe Requesens Conte di Buscemi nel 1537.
- Ottavio del Bosco Maestro Giustiziere nel 1567 fino al 1569.

- Enrico Rosso e Chiaramonte, conte di Sclafani (1425-1433)
- Guglielmo Raimondo Moncada e d'Aragona, conte di Caltanissetta (1433-1465)
- Artale Cardona e Centelles, conte di Collesano (1465-1478)
- Filippo d'Aragona e di Navarra, arcivescovo di Palermo (1478-1479)
- Luigi Requesens, I principe di Pantelleria (1479-1499)
- Giovanni Requesens, II principe di Pantelleria (1499-1513)
- Giovanni Roys de Calzena (1513-1521)
- Bernardo Requesens, III principe di Pantelleria (1521-1537)
- Giuseppe Requesens, IV principe di Pantelleria (1537-1563)
- Ottavio del Bosco, pretore di Palermo (1563-1569)
- Raimondo Ramondetta (1569-1574)
- Modesto Gambacurta, I marchese della Motta (1574-1577)
- Naves de Puebla (1577-1580)
- Modesto Gambacurta, I marchese della Motta (1582-1592)
- Girolamo Napoli (1593-1596)
- Francesco Fortunato (1596-1598)
- Modesto Gambacurta, I marchese della Motta (1601-1602)
- Baldassarre Gomez de Amescua, barone di Friddi (1602-1605)
- Mario di Gregorio, avvocato (1605-1606)
- Rutilio Scirotta (1606-1610)
- Mario Cannizzaro (1610-1615)
- Pietro Corsetti (1615-1620)
- Vito Sicomo, I barone di Vita (1620-1625)
- Pietro Corsetti (1625-1628)
- Lucio Denti, barone di Raineri (1628-1639)
- Rocco Potenzano (1639-1643)
- Pietro d'Amico, regio cavaliere (1643-1645)
- Rocco Potenzano (1645-1647)
- Mario Cariddi (1647-1649)
- Diego Marotta (1649-1660)
- Vincenzo Denti, I duca di Pirajno, avvocato (1661-1669)
- Giuseppe Dominici, avvocato (1670-1672)
- Giovanni Alliata (1672)
- Orazio della Torre (1673-1675)
- Pietro Guerrero, avvocato (1675-1681)
- Francesco Romeo (1681-1682)
- Vincenzo Finocchiaro (1682-1693)
- Ignazio Engaston, regio cavaliere (1693)
- Sebastiano Giusino (1694-1697)
- Leonardo la Placa (1697-1699)
- Giuseppe Fernandez de Medrano, marchese di Monpellieri (1699-1703)
- Stefano Mira (1703-1711)
- Casimiro Drago (1712-1714)
- Antonio Nigrì (1714-1720)
- Ignazio Perlongo (1720)
- Francesco Maria Cavallaro (1720-1723)
- Giacomo Longo (1724-1734)
- Giovanni Tommaso Loredano (1734-1736)
- Francesco Gastone, avvocato (1736)
- Isidoro Terrana (1736-1737)
- Biagio de Spucches (1737-1743)
- Niccolò Mira, avvocato (1743-1751)
- Giuseppe Asmundo Paternò di Sessa (1751-1761)
- Stefano Airoldi (1761-1770)
- Giuseppe Leone, avvocato (1771)
- Antonino Denti (1772-1777)
- Giacomo Mariano Bajada, marchese (1777-1780)
- Giovanni Battista Asmundo Paternò di Sessa (1780-1787)
- Antonino Ardizzone, marchese (1788-1816)

Da quanto di sopra si osserva che durante il periodo della Dinastia Altavilla la maggior parte dei cancellieri furono ecclesiastici, e da ciò si deduce come stretti fossero i rapporti fra la Cancelleria e la Cappella reale. Dal 1282 in poi i successivi cancellieri dei re angioini per la spartizione del Reame in due tronchi ed il distacco della Sicilia come regno indipendente sotto la Dinastia Aragona di Sicilia, possono considerarsi semplicemente come cancellieri dei dominii di terraferma, sebbene portassero ancora il titolo di Cancellieri del Regno di Sicilia, che nello stesso tempo era assunto nell'isola dagli uguali dignitari della dinastia aragonese. Dal 1569 sino al 1816 il presidente del Tribunale del Concistoro, la cassazione dell'epoca, fa le funzioni di Gran Cancelliere.

## Gran Giustiziere
"Il quale presiedeva con i Giudici della Gran Corte nella amministrazione della giustizia, ed avea la sopraintendenza sopra tutti gli altri Giustizieri." Noto anche come Maestro Giustiziere, il giustiziere assolveva al compito di primo ministro di giustizia con delle prerogative assimilabili al Lord Chief Justice d'Inghilterra.
- Roberto di Rocca (1142)
- Apollonio di Rocca
- Burgundio (1168)
- Federigo (1173)
- Riccardo Florio de Camerota (1176)
- Goffredo di Martorano (1188)
- Goffredo Rocca (1194)
- Rinaldo di Mohac
- Conte Everardo Maestro Castellano del Regno di Sicilia (1195)
- Eugenio Parisi (1197)
- Guglielmo Malcovenant (1198)
- Cristofaro Colonna Barone di Cesarò (12...)
- Simone Calvello (1216)
- Riccardo di Montenegro (1228)
- Arrigo Morra Balio del Regno di Sicilia (1236)
- Andrea Cicala Balio del Regno di Sicilia (1238)
- Guglielmo d'Anglona
- Alaimo di Leontini Barone di Buccheri (1240)
- Andrea Cicala (1241)
- Pietro di Calabria (1242)
- Guglielmo di Taranto (1244)
- Federico Arena o di Arezzo (1255)
- Matteo Termini detto il Beato Agostino Novello (1260)
- Bernardo Tortoreto (1269)
- Giovanni di S. Remigio (1276)
- Alaimo di Lentini, signore di Palazzolo e Bucchieri[senza fonte]  (1280-1285)
- Corrado Lanza il vecchio (1287-1294)
- Raimondo di Cervellon (1294-1295)
- Matteo da Termini juniore (1298-1308)
- Pietro Ruffo Conte di Catanzaro (12...)
- Aimone d'Agnello o de Agno (12...)
- Tommaso Bisanzio o di Busanto (12...)
- Corrado Lanza juniore (13...)
- Guglielmo Malcovenant juniore (13...)
- Riccardo di Montenegro (13...)
- Giovanni Barrese (1338)
- Valzavando Merlidenno (1347)
- Biagio Blasco II d'Alagona Barone di Mistretta (1321/37-1348)
- Matteo Palici (1352)
- Artale d'Alagona Conte di Mistretta (1355)
- Enrico Chiaramonte (1349)
- Federigo III di Chiaromonte Conte di Modica fratello (1350)
- Biagio Blasco II d'Alagona Barone di Mistretta (1350-1355)
- Artale II d'Alagona Conte di Mistretta (1355-1389)
- Manfredi d'Alagona (1389)
- Bernardo Moncada Conte di Agosta (1392)
- Federico II Chiaromonte Conte di Modica (1394)
- Guglielmo II Raimondo Moncada Marchese di Malta e Conte di Agosta
- Nicolò Peralta Conte di Caltabellotta (1398)
- Guglielmo Amari di Catania.

- Adenolfo d'Aquino
- Ruggero Amico (1240-)
- Arrigo Morra
- Tommaso Colonna Romano, III barone di Cesarò (1398)
- Nicolò Petralia[22] (1399)
- Bernardo di Cabrera e Foix, conte di Modica (1409-1425)
- Ferdinando Velasquez, viceré di Sicilia (1426)
- Antonio di Cardona e Luna, signore di Maldà (1434-1438)
- Pietro di Cardona e d'Aragona Villena, conte di Collesano (1438-1451)
- Alfonso di Cardona e d'Aragona Villena, conte di Reggio (1451-1452)
- Giovanni Moncada e Alagona, III conte di Adernò (1452-1454)
- Guglielmo Raimondo Moncada e Esfonellar, IV conte di Adernò, viceré di Sicilia (1454-1466)
- Giovanni Tommaso Moncada e Sanseverino, V conte di Adernò (1466-1501)
- Guglielmo Raimondo Moncada Ventimiglia, VI conte di Adernò (1501-1510)
- Raimondo di Cardona e Requesens, viceré di Sicilia (1510-1522)
- Ugo Moncada e di Cardona, viceré di Sicilia (1522-1528)
- Giovanni Moncada e de Tolça, I conte di Aitona e Adernò [senza fonte] (1528-1549)
- Ambrogio Santapau e Branciforte, I principe di Butera[23] (1549-1564)
- Vincenzo del Bosco, I conte di Vicari (1564-1569)
- Vincenzo Percolla (1569-1571)
- Luca Cifuentes de Heredia (1571-1590)
- Francesco Rao (1590-1618)
- Giovan Battista de Blaschis (1618-1636)
- Lucio Denti, barone di Rainiero (1639-1649)
- Pietro di Gregorio (1650-1659)
- Diego Marotta (1660-1661)
- Ascanio Ansalone, duca della Montagna (1661-1669)
- Orazio della Torre (1669-1671)
- Diego Joppolo (1672-1682)
- Giovanni Ramondetta del Pardo, I duca di San Martino (1682-1690)
- Giuseppe Scoma, avvocato (1691-1696)
- Sebastiano Giusino (1697-1703)
- Vincenzo Ugo (1703-1714)
- Giuseppe Fernandez de Medrano, marchese di Monpellieri (1714-1723)
- Casimiro Drago (1723-1736)
- Giovanni Tommaso Loredano (1736-1751)
- Carlo Onofrio Buglio, marchese (1751-1761)
- Vincenzo Natoli, marchese (1761-1770)
- Giuseppe Asmundo Paternò di Sessa (1770-1772)
- Stefano Airoldi (1772-1787)
- Giovanni Battista Asmundo Paternò di Sessa (1787-1816)

Con l'avvento dei sovrani aragonesi, il Gran Giustiziere assunse un ruolo di primaria importanza nel campo non solo giudiziario ma anche politico e di governo; invero la carica non venne in quei tempi mai ricoperta da un giurista, e fu invece assegnata ad esponenti della maggiore nobiltà del Regno, all'inizio vitalizia, e successivamente sotto Pietro II assegnata in ereditarietà alla famiglia Alagona. Durante il regno di Giacomo II il titolare dell'ufficio godeva della carica di castellano della terra di Monte San Giuliano. Con la riforma 1569 e sino al 1816, il presidente del Tribunale della gran Corte Civile con la qualifica di Luogotenente fa le funzioni di Gran Giustiziere.

## Gran Camerario
"Avea egli la cura di custodire la persona del Re dentro la sua camera, di accomodargli il letto, di proveder lui, e suoi figliuoli, e tutta la famiglia, di comandare gli uscieri, e le sentinelle della camera, di custodir le gioie, e l'altre cose preziose del Re. Fu ancora suo principale incarico di ricevere tutto il danajo, che alla Camera del Re si mandava. Esercitava dippiù giurisdizione sopra tutti i Tesorieri, i Commissari delle Province, i Percettori delle entrate del Regno, Doganieri, Secreti, Portolani ed altri inferiori uffiziali." In tempi più recenti il camerario (anche camerlengo, camarlingo o camerlingo) vegliava sull'amministrazione della rendita pubblica, cioè la spesa pubblica.
- Riccardo Mandra

- Gaito (cioè Comandante di Piazza) Joario nel 11...
- Gaito Martino nel 1166.
- Gaito Materasso nel 1175.
- Gaito Riccardo nel 1176.
- Arrigo de Grugohe nel 1195.
- Manfredi Maletta nel 1264.
- Pietro Caracciolo nel 1269.
- Pietro Belmont Conte di Montescaglioso.

- Manfredo Maletta, barone di Cammarata (1286-1292)
- Federico Maletta (1293)
- Raimondo Villanova, signore di Prizzi (1293-1295)
- Luigi Bardi Mastrantonio nel 13...
- Conte Agatino Rosso.
- Lancellotto Fardella
- Francesco I Ventimiglia (1334-1337)
- Raimondo Peralta, conte di Caltabellotta (1338-1347)
- Guglielmo I Peralta (1347-1349)
- Federico III Chiaramonte (1350-1353)

- Francesco II Ventimiglia, conte di Collesano e di Geraci (1353-1385)
- Giovanni Aldobrandini (1364)
- Enrico Ventimiglia (1389)
- Antonio Ventimiglia Conte di Collesano nel 1392.

- Ughetto di Santapau nel 1394.
- Guglielmo Peralta Conte di Caltabellotta nel 1395.
- Pietro Gueralt nel 1402.
- Galcerano Santapau.
- Alfonso Cardona Conte di Chiusa.
- Gilberto Talamanca nel 1403.
- Giovanni Fernandez nel 1407.
- Giovanni Moncada Conte di Adernò nel 1408.
- Bernardo Caprera.
- Sancio Ruiz de Lihori.
- Tommaso Ventimiglia Marchese di Geraci nel 14...
- Giovanni Abbatellis Barone di Cammarata nel 1433.
- Guglielmo Raimondo Moncada Conte diAdernò Presidente del Regno di Sicilia nel 1440.
- Giovanni Abbatellis Barone di Cefalà 1443.
- Federico Spatafora nel 1450.
- Guglielmo Raimondo Moncada Conte di Adernò e di Caltanissetta nel 1451 (2ª volta).
- Antonio Luna Conte di Caltabellotta.
- Giovanni Moncada Conte di Adernò nel 1452.
- Antonio Luna Conte di Caltabellotta nel 1456 (2ª volta).
- Antonio Ventimiglia Barone di Sinagra nel 1458.
- Luigi Bardi signore di Sciacca nel 1477.
- Federico Francesco Abbatellis Barone di Cammarata nel 1479.
- Sigismondo Luna Conte di Caltabellotta.
- Gianfrancesco Abbatellis Conte di Cammarata.
- Gaspare de Spes Conte di Sclafani nel 1486.
- Antonio Bardi Mastrantonio Barone di Aci nel 148..
- Gilberto Valguarnera nel 1494.
- Pietro Cardona Conte di Collesano nel 1503.
- Salvatore Mastrantonio Bardi Barone della Sambuca nel 1505.

- Ludovico Mastrantonio Bardi Barone della Sambuca nel 15...
- Giuseppe Mastrantonio Bardi Barone della Sambuca 1569.

- Andrea Ardoino (1569-1574)
- Agostino Gisulfo (1574-1577)
- Modesto Gambacurta, I marchese della Motta (1577-1582)
- Raimondo Ramondetta (1582)
- Giandomenico Cavallaro, avvocato (1583-1591)
- Modesto Gambacurta, I marchese della Motta (1592-1602)
- Giovan Battista Celestre, I marchese di Santa Croce, avvocato (1602-1610)
- Rutilio Scirotta (1610-1614)
- Mario Cannizzaro (1615)
- Giovan Battista de Blaschis (1615-1618)
- Giuseppe Napoli (1619-1626)
- Pietro Corsetti (1628-1636)
- Giuseppe Napoli (1636-1643)
- Vincenzo Girgenti (1643-1647)
- Rocco Potenzano (1647-1648)
- Benedetto Trelles (1649-1652)
- Alfonso Agras, I marchese dell'Unia o l'Agonia[25][26] (1652-1659)
- Diego Joppolo (1660-1669)
- Vincenzo Denti, I duca di Pirajno, avvocato (1669-1672)
- Giuseppe Dominici, avvocato (1672)
- Giovanni Alliata (1673-1675)
- Pietro Oliveri (1675-1678)
- Antonio Chafallon, avvocato (1678-1688)
- Giovanni Antonino Joppolo, I duca di Cesarò, avvocato (1688-1702)
- Vincenzo Ugo, avvocato (1703)
- Giuseppe Fernandez de Medrano, marchese di Monpellieri (1703-1714)
- Casimiro Drago (1714-1720)
- Ignazio Perlongo (1720-1723)
- Francesco Maria Cavallaro (1723)
- Giovanni Tommaso Loredano (1723-1734)
- Tommaso Bonifazio (1734-1736)
- Giovanni Tommaso Loredano (1736)
- Francesco Gastone (1736-1743)
- Biagio de Spucches (1743-1748)
- Giuseppe Catena (1748-1758)
- Vincenzo Natoli, marchese (1758-1761)
- Giuseppe Asmundo Paternò di Sessa (1761-1770)
- Stefano Airoldi (1770-1772)
- Giuseppe Leone, avvocato (1772-1787)
- Michele Perremuto, regio cavaliere (1787-1816)

La carica divenne ben presto ereditaria, come appannaggio della famiglia Ventimiglia, e in particolare del ramo detentore del titolo della contea di Geraci; solo per i periodi in cui i Ventimiglia furono ribelli al sovrano, la carica venne assegnata in vitalizio ad altri grandi feudatari del regno, per poi passare alla morte di questi ultimi nuovamente al conte Ventimiglia che era nel frattempo ritornato alla fede regia. Con la riforma 1569 e sino al 1816, il Presidente del Real Tribunale del Patrimonio fa le funzioni di Gran Camerario.

## Gran Protonotaro
"Il quale avea l'obbligo di assistere continuamente col Re, di sentir quelli, che al medesimo ricorreano, e per le sue mani passavano tutti i Diplomi, che ricevevano da lui la valida, e legitima forma." Noto anche come Gran Logoteta, il protonotaro (anche protonotaio, protonotajo) svolgeva le funzioni di notaio della Corona. Segretario del sacro regio consiglio, della Deputazione del regno e del Parlamento, il Protonotaro aveva ampie funzioni in materia amministrativa. Ne dipendevano i notai del regno e i pubblici ufficiali sia demaniali sia baronali; aveva particolari competenze in materia di cerimoniali e investiture feudali. L'ufficio era anche organo di registrazione degli atti regi similmente alla Cancelleria. Per alcune particolari competenze quale l'esame dei memoriali dei privati, era coadiuvato da un apposito ufficio, i Segretari del regno. L'ufficio venne soppresso con r.d. 20 luglio 1819 e le relative competenze vennero trasferite al Ministero e Segreteria di Stato presso il Luogotenente generale, dipartimento di Grazia e giustizia.
Matteo Andrea marchese e barone di Oronte?
- Giovanni (1096)
- Filippo (11...)
- Nicolò (1129)
- Matteo Ajello nel 1151.
- Ruggiero di Taranto nel 1160.
- Giovanni nel 1194.
- Alberto Abbate nel 1195.
- Matteo Abbate nel 1198.
- Arrigo Abbate nel 1219.
- Giovanni Lauria nel 1220.
- Giacomo di Catania nel 1224.
- Filippo Matera nel 1232.
- Giovanni d'Alifi nel 1236.
- Pietro della Vigna (1246)
- Roberto di Bari nel 1269.
- Sparano di Bari (12...).
- Peregrino de Pactis, poi Vescovo di Patti, nel 1280.
- Vinciguerra Palizzi (1286-1295)
- Bartolomeo di Capua (1295).
- Pietro Ansalone (1296)
- Damiano I Palizzi, sig di s. fratello, fr di nicola e vinciguerra (1308-1317)
- Giovanni di Taranto nel 1328.
- Scalore degli Uberti e Palizzi, conte di asaro assoro (1338-1340)
- Tommaso Turtureto o tortoreto o Timèo Turtureti, medico (1340-1349)
- Emanuele Doria (1351-1353)
- Perrono de Iuvenio[28] di termini Gioeni, signore di termini (1353-1376)
- Cosmerio Gioeni nel 1373.
- Gerardo de Terrana, (1366)
- Jacopo Pizinga  (1372)
- Bartolomeo de Incorio 1380-1389
- Salimbene Marchese Stratigò di Messina nel 1392.

- Pietro Salimbene Barone della Scaletta nel 1395.
- Barone Giacomo Arezzi Ministro di Stato di Re Martino e Correggente del Regno di Sicilia con la Regina Bianca, nel 1398.
- Giacomo d'Andrea nel 1399.
- Francesco Marchese Barone della Scaletta nel 1403.
- Leonardo di Bartolomeo Barone della Trabia nel 1436.
- Gerardo Alliata Barone di Castellammare nel 1450.
- Mariano Alliata nel 1484.
- Giov. Antonio Alliata nel 1504.
- Pietro Montaperto Barone di Raffadali nel 1516.
- Antonio Sollima nel 1523.
- Alfonso Ruiz nel 1556.

## Gran Siniscalco
"Era la sua cura solamente del Regio Palazzo, con provvederlo di viveri, sovraintendere alle foreste, e alle caccie riservate, ed esercitar giurisdizione sopra tutti i famigliari della Corte. Egli era il Giudice della Casa Reale e dei subalterni ufficiali di essa." Noto anche come Gran Marescalco o Gran Maresciallo, il siniscalco (seni = vecchio, scalcus = servitore) aveva il governo e la cura della Casa Reale provvedendo al vitto del Re e della Corte.
- Riccardo d'Altavilla (1118-1125 ca.)
- Riccardo Normanno, fratello cugino di Re Ruggiero nel 1129.
- Ugolino di Tocco (1195)

- Filippo Eunuco nel 1149.
- Simone nel I154.
- Adecucino di Candida nel 1176.
- Matteo nel 1187
- Ugolino di Tocco nel 1195.
- Giovanni Chiaromonte nel 1224.
- Arrigo Grattabassa nel 1238.
- Roberto Sitajolo.
- Goffredo di Sanguineto, conte di Corigliano (1269)Goffredo di Sanguineto nel 1269.
- Pietro Queralt (1283)
- Corrado Lancia (1291-1292)
- Matteo Termini (1292-1295)
- Giovanni Antonio Belguardo
- Manfredi I Chiaramonte Conte di Modica (1296-1316).
- Giovanni I Chiaramonte Conte di Modica fratello (1317-1335)
- Giovanni di Montecateno o Moncada nel 1332.
- Manfredi II Chiaramonte Conte di Modica figlio (1337-1351-2)
- Ponzio Roderico nel 1348
- Simone Chiaramonte (1352-1353)
- Matteo Moncada Conte di Agosta (1353-1358)
- Nicolò de Aczaloris Conte di Melfi
- Giovanni Montalto Barone di Buccheri (1355 o1358)
- Matteo Sclafani Conte di Adernò (1359).
- Matteo Moncada Conte di Agosta (1360).
- Matteo Chiaramonte conte di Modica (1361-1369)
- Troisio Montalto di Giovanni, barone di Buccheri  (1365)
- Giovanni Chiaramonte Conte di Modica (1368).
- Giovanni III Chiaramonte (1369-1374)
- Manfredi III Chiaramonte (1374-1391)
- Bartolomeo d'Aragona Conte di Cammarata nel 1391.
- Raimondo Apilia (1392).
- Giovannuzzo di Patti (1392).
- Giovanni Camarruna.
- Antonio Moncada Conte di Adernò.
- Giovanni Guglielmo Ventimiglia Barone di Ciminna (1399)?
- Bonagerotto nel 1403.
- Antonio Moncada Conte di Adernò (1408).
- Giovanni Moncada Conte di Adernò (1414).
- Guglielmo Moncada Conte di Adernò (1437).
- Guglielmo Raimondo Moncada nel 1453.
- Ruggiero Paruta nel 1463.
- Pietro Bisuldino nel 1465.
- Francesco Statella nel 1470.
- Francesco Statella Barone delli Mongiolini nel 1495.
- Francesco Statella Conte Statella nel 1509.
- Ercole Statella Barone di Spaccaforno nel 1537.
- Biagio Statella Barone di Spaccaforno, Coppiere di Carlo V d'Asburgo (1564).
- Francesco Statella Marchese di Spaccaforno nel 1574.
- Ercole Statella Barone della Roccella (16...)
- Antonio Statella Marchese di Spaccaforno nel 1626.
- Francesco Statella Marchese di Spaccaforno nel 1651.
- Antonio Statella Marchese di Spaccaforno nel (16...)
- Francesco Statella Principe di Villadorata e di Sabuci nel 1665.
- Antonio Maria Statella Principe Marchese di Spaccaforno nel 1711.
- Francesco Saverio Statella Principe Marchese di Spaccaforno nel 1731.
- Antonio Statella Principe Marchese di Spaccaforno nel (17...)
- Francesco Statella Principe Marchese di Spaccaforno, luogotenente Capitan Generale del Regno di Napoli, Cavallerizzo Maggiore di Ferdinando Re del Regno delle Due Sicilie (1793).

Datu in Palermu el dia 25 de marzo del ano del Senor MCCXCVI.»
(Diploma di concessione dell'ufficio di Gran Siniscalco del Regno di Sicilia insieme al titolo di Conte di Modica del re Federico III di Sicilia a Manfredi I Chiaramonte)
La carica, che in un primo tempo venne assegnata a beneplacito del sovrano, divenne in seguito vitalizia ed ereditaria, costituendo un appannaggio della famiglia Chiaramonte, e in particolare del ramo detentore del titolo della contea di Modica; solo per i periodi in cui i Chiaramonte furono ribelli al sovrano, la carica venne assegnata in vitalizio ad altri grandi feudatari del regno, per poi passare alla morte di questi ultimi nuovamente al conte Chiaramonte che era nel frattempo ritornato alla fede regia.